# Svenska Akademien (band)

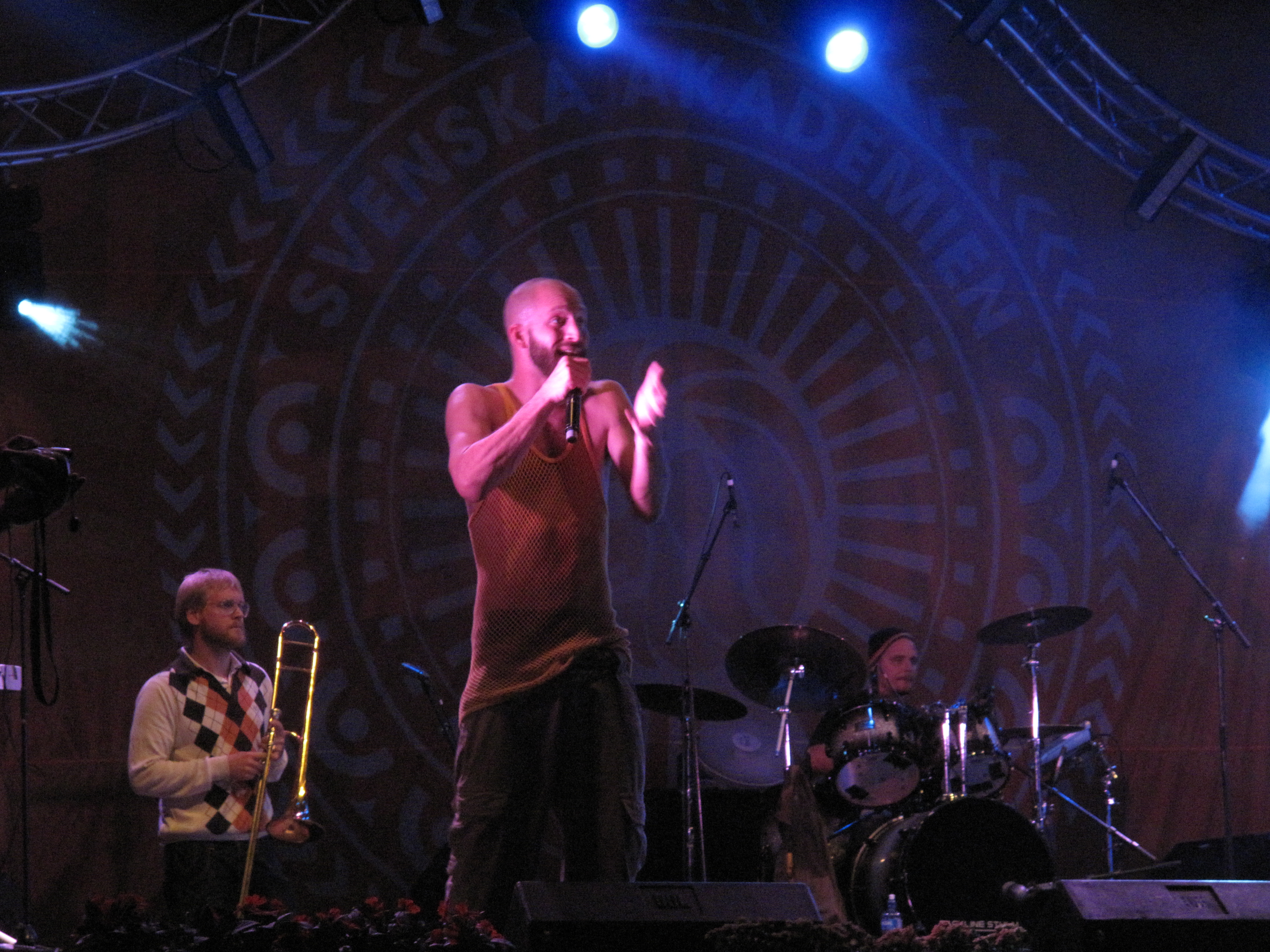
Svenska Akademien op het Uppsala Reggae Festival in 2009

Svenska Akademien is een Zweedse reggae/hiphop-groep. De band werd in 1999 opgericht door Carl-Martin Vikingsson, Kristoffer Hellman en Simon Vikokel. Al snel komt ook Ivan Olausson bĳ de groep. Voor dat het eerste album _med anledning av (2002) uitgebracht werd, verliet Kristoffer Hellman de band.
Na de release van _med anledning av kwamen Leia Gärtner en Patrik Nord bĳ de band. Leia Gärtner was al te horen op _med andledning av waarop ze als gastartiest te horen was. Toen de band wilde gaan toeren vroegen ze of Leia Gärtner en Patrik Nord mee wilden.
Tĳdens de Zweedse Hip Hop Awards 2002 won Svenska Akademien de prijs voor beste mp3-uitgave met het lied Evig envig (ook wel Den elfte genaamd).
In de zomer van 2003 toerde Svenska Akademien met verschillende bezettingen. In het najaar hadden ze een vaste bezetting waarmee ze het tweede album Tändstickor för mörkrädda opnamen. Dit album werd in 2004 uitgebracht.
In 2005 werd de albums Resa sig opp en Upphovsmännen till den skånska raggan uitgebracht. Resa sig opp was een studioalbum, Upphovsmännen... een dubbel-cd met een verzameling van oud materiaal.
De band staat positief tegenover het downloaden van muziek via internet. Zo hebben ze verschillende singles en videoclips gratis uitgebracht op hun website.
De wortels van de band liggen in Landskrona in Skåne. Het Skånse accent komt ook duidelĳk naar voren in de muziek. Geen enkel bandlid woont tegenwoordig nog in Landskrona.

## Bandleden
- Kenneth Björklund - Drum
- Johan "Räven" Pettersson – toetsen en zang
- Ivan "General Knas" Olausson-Klatil - zang
- Carl-Martin "Sture Allén d.y" Vikingsson - zang
- Lars "Lars på bas" Thörnblom - bas
- Agnes Olsson – toetsen en zang
- Simon "Don Cho" Vikokel – gitaar en zang
- Leia "Titti Tång" Gärtner – zang

## Discografie

### Albums
- 2002 - _med anledning av
- 2004 - Tändstickor för mörkrädda
- 2005 - Resa sig opp
- 2005 - Upphovsmännen till den skånska raggan (dubbel CD met oud materiaal)

### Singles/ep's
- 2001 - Snapphaneklanen (12"/single)
- 2002 - _rötter (single)